# Jusang-myeon
Jusang-myeon (koreanska: 주상면) är en socken i kommunen Geochang-gun i provinsen Södra Gyeongsang, i den centrala delen av Sydkorea, 220 km söder om huvudstaden Seoul.